# Šebrov-Kateřina
Šebrov-Kateřina là một làng thuộc huyện Blansko, vùng Jihomoravský, Cộng hòa Séc.